# Dariusz Małecki
Dariusz Małecki (ur. 25 czerwca 1975 w Środzie Wielkopolskiej) – polski hokeista na trawie, trener, olimpijczyk z Sydney 2000.

## Kariera
Zawodnik grający na pozycji pomocnika. Wielokrotny medalista mistrzostw Polski:
- srebrny w roku 2001 (z Pocztowcem Poznań)
- brązowy w latach 1996, 1997, 2000 (z klubem Polonia Środa Wielkopolska)

W roku 1996 zdobył z młodzieżową reprezentacją Polski tytuł halowego mistrza Europy.
W reprezentacji Polski rozegrał 213 meczów (w latach 1995-2011) zdobywając w nich 30. bramek.
Uczestnik mistrzostw Europy w roku 1999, podczas których Polska reprezentacja zajęła 9. miejsce.
Uczestnik mistrzostw świata w Utrechcie (1998) – gdzie Polska zajęła 12. miejsce i Kuala Lumpur (2002), gdzie Polska zajęła 15. miejsce.
Na igrzyskach w Sydney był członkiem polskiej drużyny, która zajęła 12. miejsce.
Wywalczył srebrny medal podczas halowych mistrzostwa świata w 2007 roku w Wiedniu.
Po zakończeniu kariery sportowej trener.

## Odznaczenie
- Złoty Krzyż Zasługi (2007)[6][7]